# Molowy współczynnik absorpcji
Molowy współczynnik absorpcji (oznaczany przez ε) – stała proporcjonalności związana z pochłanianiem promieniowania przez częściowo absorbujący i rozpraszający ośrodek. Wartość ε jest stała dla danego chromoforu oraz bezpośrednio zależy od długości fali promieniowania elektromagnetycznego. Wartość molowego współczynnika absorpcji podaje się w dm3·mol−1·cm−1.